# Institut interaméricain de coopération pour l'agriculture
L'Institut interaméricain de coopération pour l'agriculture, ou IICA, est un organisme spécialisé du système interaméricain faisant partie de l'Organisation des États américains (OEA). Il a pour mission de stimuler, promouvoir et soutenir les efforts fournis par ses états membres et d'encourager leur coopération en vue du développement durable de l'agriculture et du bien-être des populations rurales, afin d'en faire bénéficier les peuples américains.
Il s'agit d'une plateforme de coopération, fondée en 1942. L'institut possède un siège central au Costa Rica, un bureau à Washington, où se trouve la Direction des relations avec les membres stratégiques, et un bureau à Miami pour le Programme de promotion du commerce, l'industrie agroalimentaire et l'innocuité des aliments. Il possède en outre des bureaux dans 34 pays américains, lui offrant la flexibilité nécessaire pour travailler à proximité des différentes régions et lui permettant d'adapter et d'orienter les initiatives nationales et régionales tout en facilitant la diffusion des informations. Une antenne européenne est située à Madrid, en Espagne.

## Organisation de l'IICA
L'institut est dirigé par la Junte interaméricaine d'agriculture (JIA) (qui se réunit tous les 2 ans et qui possède des représentants de chaque pays membre) et par le Comité exécutif, constitué de 12 États membres, changeant régulièrement, équitablement répartis géographiquement. La Direction générale, formée des unités techniques et administratives, est l'organe exécutif de l'IICA qui coordonne et exécute les activités de l'institution. De plus, à l'initiative de la Direction générale, par une résolution de la JIA, la Commission consultative spéciale pour les problèmes de gestion (en espagnol Comisión Consultiva Especial para Asuntos Gerenciales) fut créée ; elle doit permettre de faciliter le dialogue entre les états membres.

## Priorités
L'institut définit six priorités dans sa stratégie de coopération :
- Repositionnement de l'agriculture et de la vie rurale
- Renforcement des communautés rurales
- Promotion des innovations technologiques
- Promotion de la gestion durable des ressources naturelles et de l'environnement
- Promotion de l'hygiène agricole et de l'innocuité des aliments
- Promotion du commerce et de la compétitivité dans l'industrie agroalimentaire.

## États membres
Région andine
Bolivie, Colombie, Équateur, Pérou et Venezuela.
Région centrale
Bélize, Costa Rica, Guatemala, Honduras, Nicaragua, Panama et Salvador.
Région caraïbe
Antigua-et-Barbuda, Bahamas, Barbade, Dominique, Grenade, Guyana, Haïti, Jamaïque, République dominicaine, Saint-Christophe-et-Niévès, Saint-Vincent-et-les-Grenadines, Sainte-Lucie, Surinam et Trinité-et-Tobago.
Région nord
Canada, Mexique et États-Unis.
Région sud
Argentine, Brésil, Chili, Paraguay et Uruguay.
L'institut compte également 18 observateurs permanents
Allemagne, Autriche, Belgique, Corée du Sud, Russie, France, Hongrie, Israël, Italie, Japon, Portugal, Pays-Bas, Égypte, République tchèque, Pologne, Roumanie, Union européenne et Espagne (qui a le titre de pays associé).